# 2103 Laverna
2103 Laverna eller 1960 FL är en asteroid i huvudbältet som upptäcktes den 20 mars 1960 av La Plata-observatoriet. Den är uppkallad efter gudinnan Laverna i den romerska mytologin.
Asteroiden har en diameter på ungefär 23 kilometer.